# Буннянг Ворачіт
Буннянг Ворачіт (лаос. ບຸນຍັງ ວໍລະຈິດ; нар. 15 серпня 1937) — лаоський політик, п'ятий президент (20 квітня 2016 — 22 березня 2021) і дев'ятнадцятий прем'єр-міністр Лаосу (27 березня 2001 — 8 червня 2006). Обіймав також посади заступника голови Ради міністрів (1996—2001), віцепрезидента Лаосу (2006—2016) та генерального секретаря Народно-революційної партії (від 2006).

## Кар'єра
1952 року долучився до руху Патет Лао, працював у відділі пропаганди збройних сил у Саваннакхеті. 1954 року його перевели до війська. Від 1957 до 1961 року навчався у В'єтнамі, потім повернувся до Лаосу, щоб допомогти підготуватися до завоювання провінції Луангнамтха. Після перемоги в Луангнамтха 1962 року він повернувся до В'єтнаму, де навчався у військовому коледжі.
1964 року повернувся до Лаосу, а 1969 став головою оргкомітету провінції Сіангкхуанг. 1972 року був призначений на посаду заступника командувача Північного фронту в провінції Луанґпхабанґ. Там 1974 року він також вступив до коаліції та став партійним секретарем сил оборони нейтрального міста Луанґпхабанґ. 1976 року він став політичним лідером збройних сил північної частини країни. 1978 виїхав до В'єтнаму для вивчення політичної теорії, після повернення на батьківщину знову став політичним лідером збройних сил. До 1996 року також обіймав посаду губернатора провінції Саваннакхет, після чого став заступником прем'єр-міністра.
У 1996—1999 роках Буннянг Ворачіт був головою комітету лаосько-в'єтнамського співробітництва, а у 1999—2001 міністром фінансів. 26 березня 2001 року його обрали головою Ради міністрів Лаосу. 8 червня 2006 року він став віцепрезидентом Лаоської Народно-Демократичної Республіки. На X з'їзді Народно-революційної партії Лаосу, що відбувся 22 січня 2016 року, його було обрано на посаду Генерального секретаря ЦК партії, після чого він фактично став лідером Лаосу, а також зайняв пост президента країни.